# Gravelyia excavatus
Espèce
Synonymes
- Damarchus excavatus Gravely, 1921

Gravelyia excavatus est une espèce d'araignées mygalomorphes de la famille des Nemesiidae.

## Distribution
Cette espèce est endémique d'Odisha en Inde,. Elle se rencontre vers l'île Barkuda et Balasore.

## Description
Les mâles mesurent de 10 à 11,5 mm et les femelles jusqu'à 16 mm.
La carapace de la femelle décrite par Mirza et Mondal en 2018 mesure 4,53 mm de long sur 3,02 mm et l'abdomen 7,75 mm de long sur 4,36 mm.

## Systématique et taxinomie
Cette espèce a été décrite sous le protonyme Damarchus excavatus par Gravely en 1921. Elle est placée dans le genre Gravelyia par Mirza et Mondal en 2018.

## Publication originale
- Gravely, 1921 : The spiders and scorpions of Barkuda Island. Records of the Indian Museum, vol. 22, p. 399-421 (texte intégral).